# Беслан
Беслан (ос. Беслæн) — місто в Росії, адміністративний центр Правобережного району Північної Осетії.

## Географія
Місто, що розкинулось на правому березі річки Терек, за 15 км на північ від Владикавказа, за 8 км від кордону з Інгушетією. Беслан — важливий залізнично-дорожній вузол, розміщений на гілці Ростов-на-Дону — Баку, є початковий пункт гілки, що веде до Владикавказа.

## Населення
Населення 35835 чол. (2007), Беслан є третім містом Північної Осетії за населенням після Владикавказа та Моздока.
Національний склад населення (2002):
- осетини — 81,77%
- росіяни — 13,51%

## Історія
1847 року його заснували переселенці з інших частин Осетії й назвали Бесланикау (осетинською Бесланыхъæу «поселення Беслана») за іменем місцевого феодала Беслана Тулатова. Офіційно село називалось «Тулатове» чи «Тулатовське». Його перейменували на Ірістон («Осетія») 1941 року, а 1950-го, коли воно одержало статус міста, на Беслан.

## Теракт
1 вересня 2004 року бесланську школу № 1 захопили терористи, 1128 дітей та дорослих було взято заручниками. 3 вересня в результаті перестрілки та штурму загинуло близько 330 чоловік, серед них 186 дітей та 145 дорослих. Поранення дістали 728 бесланців та 55 працівників силових структур. Під час штурму будівлі школи вбито 12 співробітників спецслужб та одного місцевого жителя, який допомагав звільнювати заручників. 31 бойовика вбито, один — постав пізніше перед судом.

## Відомі люди
- Кануков Джам-Булат-Бад Грирієв — командир авіаційного полку УГА та Дієвої армії УНР[2]
- Дзагоєв Алан Елізбарович — російський футболіст.
- Алан Бадоєв — український продюсер.